# Bryony Hannah
Bryony Hannah, född 1984 i Portsmouth, Hampshire, England, är en brittisk skådespelare. Hannah är utbildad vid Royal Academy of Dramatic Art och är bland annat känd för sin medverkan i Barnmorskan i East End där hon spelade barnmorskan Cynthia Miller i säsong 1 till 6.